# 1988 год в науке
В 1988 году были различные научные и технологические события, некоторые из которых представлены ниже.

## События
- 7—17 июня — в СССР осуществлён полёт космического корабля «Союз ТМ-5», пилотируемого международным экипажем в составе: командир корабля А. Я. Соловьёв, бортинженер В. П. Савиных и болгарский космонавт-исследователь А. Александров.
- 29 сентября — НАСА возобновило программу запусков Спейс шаттл, которая была свёрнута после катастрофы шаттла «Челленджер».
- 2 ноября — зафиксирован первый случай появления сетевого червя, парализовавшего работу шести тысяч интернет-узлов в США. Позднее в СМИ этот червь был назван Червём Морриса.
- 15 ноября — первый и единственный запуск советского космического корабля многоразового использования «Буран» и ракеты-носителя Энергия.

## Достижения человечества

### Открытия
- Независимо друг от друга, француз Альберт Фер и немец Петер Грюнберг открыли новый физический эффект — гигантское магнитное сопротивление.
- Археологами была найдена гробница египетского фараона Скорпиона I.
- Канадскими астрономами было предположено существование планеты Гамма Цефея A b[1]. В 2003 году она была обнаружена методом доплеровской спектроскопии.

### Изобретения
- Джордж Герфид (англ. George E. Gerpheide) изобрёл сенсорную панель (тачпад).
- Финским студентом Ярко Ойкариненом (англ. Jarkko Oikarinen) изобретён протокол Internet Relay Chat (IRC).

### Новые виды животных
- Животные, описанные в 1988 году

## Награды
- Нобелевская премия
  - Физика — Джек Стейнбергер, Мелвин Шварц и Леон Ледерман «за метод нейтринного луча и доказательство двойственной структуры лептонов посредством открытия мюонного нейтрино».
  - Химия — Иоганн Дайзенхофер, Роберт Хубер и Хартмут Михель «за установление трёхмерной структуры фотосинтетического реакционного центра».
  - Физиология и медицина — Джордж Хитчингс, Гертруда Элайон и Джеймс Бэк «за открытие важных принципов лекарственной терапии».

- Премия Бальцана
  - Прикладная ботаника и экология: Михаэль Эвенари (Израиль) и Отто Людвиг Ланге (Германия).
  - Сравнительное литературоведение: Рене Этьямбль (Франция).
  - Социология: Шмуэль Ной Айзенштадт (Израиль).

- Премия Тьюринга
  - Айвен Сазерленд — «За его пионерский и дальновидный вклад в компьютерную графику, начиная от изобретения Sketchpadа, но не заканчивающегося им».
- Международная премия по биологии
  - Мотоо Кимура (木村資生 , Япония) — за выдающиеся достижения в области популяционной биологии.

- Большая золотая медаль имени М. В. Ломоносова
  - Жан Лере (профессор, Франция) — за выдающиеся достижения в области математики.
  - Сергей Львович Соболев (посмертно) — за выдающиеся достижения в области математики.

## Скончались
- 11 января — Исидор Айзек Раби американский физик, лауреат Нобелевской премии по физике в 1944 г. «за резонансный метод измерений магнитных свойств атомных ядер» (род. 1898).
- 15 февраля — Ричард Фейнман американский физик. Один из создателей квантовой электродинамики (род. 1918).
- 27 мая — Эрнст Руска создатель электронного микроскопа, лауреат Нобелевской премии по физике за 1986 год (род. 1906).
- 9 октября — Феликс Ванкель, соавтор изобретения роторно-поршневого двигателя (так называемого двигателя Ванкеля) (род. 1902).
- 4 декабря — Осман Ахматович, польский химик-органик, академик (род. 1899).